# Очоа, Давид
Давид Очоа (англ. и исп. David Ochoa; род. 16 января 2001, Окснард, Калифорния, США) — мексиканский и американский футболист, вратарь клуба «Атлетико Сан-Луис».

## Клубная карьера
Очоа — воспитанник клуба «Реал Солт-Лейк». В 2018 году Давид начал выступать за фарм-клуб РСЛ в USL «Реал Монаркс». 28 ноября 2018 года «Реал Солт-Лейк» подписал с Очоа контракт по правилу доморощенного игрока, вступающий в силу в сезоне 2019. В MLS он дебютировал 8 ноября 2020 года в матче заключительного тура сезона 2020 против «Спортинга Канзас-Сити», в котором совершил четыре сэйва.
29 июля 2022 года Очоа был продан «Ди Си Юнайтед» за $75 тыс. в общих распределительных средствах. «Реал Солт-Лейк» получит дополнительно по $300 тыс. в общих распределительных средствах в случаях продления его контракта вашингтонским клубом на сезон 2023 и его продажи за пределы MLS в течение сезона 2022. «Реал Солт-Лейк» удержит комиссию в 25 % от суммы трансфера в случае его продажи за пределы MLS. За «Ди Си Юнайтед» он дебютировал 16 августа в матче против «Лос-Анджелеса». По окончании сезона 2022 контракт Очоа с «Ди Си Юнайтед» истёк.
29 ноября 2022 года Очоа подписал четырёхлетний контракт с клубом чемпионата Мексики «Атлетико Сан-Луис».

## Международная карьера
В 2018 году в составе молодёжной сборной США Очоа выиграл молодёжный чемпионат КОНКАКАФ. На турнире он сыграл в матчах против команд Гондураса и Американских Виргинских Островов.
В 2019 году Очоа принял участие в молодёжном чемпионате мира в Польше. На турнире он сыграл в матчах против команд Катара и Эквадора.
30 ноября 2020 года Очоа был вызван в сборную США на товарищеский матч со сборной Сальвадора 9 декабря, но из-за растяжения четырёхглавой мышцы бедра правой ноги был заменён на Джей Ти Марсинковски.
В составе сборной США до 23 лет Очоа принимал участие в Мужском олимпийском квалификационном турнире КОНКАКАФ 2020 в марте 2021 года.
Очоа был включён в состав сборной США на финал четырёх Лиги наций КОНКАКАФ 2019/2020.
В августе 2021 года Очоа сменил футбольное гражданство на мексиканское.
21 апреля 2022 года Очоа был впервые вызван в сборную Мексики, на товарищеский матч со сборной Гватемалы 27 апреля.

## Достижения

### Командные
«Реал Монаркс»
- Чемпион USL: 2019

Сборная США
- Победитель Лиги наций КОНКАКАФ: 2019/20[23]

США (до 20)
- Чемпион КОНКАКАФ среди молодёжных команд: 2018